# Исламский университет Азад
Исламский университет Азад — крупнейшее негосударственное высшее учебное заведение в Иране и на Ближнем Востоке. В вузе обучается около 1,35 млн человек. Университет имеет более 350 отделений внутри страны и за рубежом (ОАЭ, Великобритания), в которых работает около 31 000 человек.
Университет ежегодно принимает около 350 000 студентов (10 000 докторов наук, 10 000 докторов наук и медицины, 40 000 магистров, 240 000 бакалавров и 50 000 младших сотрудников).

## Известные студенты
- Асал Бади (1977—2013) — иранская актриса.